# Dolní Němčí
Dolní Němčí (dříve Dolněmčí, od roku 1925 pod současným názvem) je obec v okrese Uherské Hradiště ve Zlínském kraji. Žije zde přibližně 2 900 obyvatel. Obec leží v nadmořské výšce 256 metrů nad mořem pod blízkou horou Velká Javořina, přes jejíž vrchol prochází hranice České republiky a Slovenské republiky. Mezi její sousední obce patří Nivnice, Boršice u Blatnice (přes kopec), Vlčnov, Slavkov a Hluk. Dolní Němčí se stalo Vesnicí roku 2018.

## Historie
První písemná zmínka o obci pochází z roku 1358.

## Obyvatelstvo
| Rok            | 1869 | 1880 | 1890 | 1900  | 1910  | 1921  | 1930  | 1950  | 1961  | 1970  | 1980  | 1991  | 2001  | 2011  | 2021  |
| -------------- | ---- | ---- | ---- | ----- | ----- | ----- | ----- | ----- | ----- | ----- | ----- | ----- | ----- | ----- | ----- |
| Počet obyvatel | 676  | 796  | 899  | 1 062 | 1 154 | 1 343 | 1 513 | 1 799 | 2 250 | 2 385 | 2 696 | 2 956 | 3 016 | 2 975 | 2 761 |
| Počet domů     | 154  | 169  | 183  | 199   | 221   | 248   | 297   | 422   | 495   | 541   | 613   | 763   | 780   | 818   | 837   |

## Obecní symboly
Znak a vlajka byly obci uděleny rozhodnutím předsedy Poslanecké sněmovny Parlamentu České republiky dne 9. prosince 2002.

## Firmy a zemědělství
Obec patří mezi poslední místa, kde se v ČR šijí boty Baťa. Další velkou firmou v obci je Formika, která se zaměřuje na výrobu přesných technických dílů z plastů technologií vstřikování. Ze zemědělských plodin stojí za zmínku zejména pěstitelství česneku, které zde má dlouhou tradici. Proto se místním obyvatelům říká česnekáři nebo někdy strůčci.[zdroj⁠?!]

## Kultura a spolky

### Národopisný krúžek Dolněmčan
Národopisný soubor v Dolním Němčí vznikl při příležitosti pořádání dožínek v roce 1965, kdy působil pod obcí. Od roku 2007 působí jako samostatný subjekt – zapsaný spolek Národopisný krúžek Dolněmčan.
Národopisný krúžek Dolněmčan pravidelně pořádá nebo se podílí na organizaci akcí v Dolním Němčí a okolí (pečení chleba, vaření trnek, dožínky, hody, vánoční koledování, tradiční velikonoční obchůzka, fašank s pochováváním basy apod.). V repertoáru souboru jsou zejména tance a písně z oblasti Moravského Slovácka – z Dolního Němčí a okolních vesnic a míst (Hluk, Korytná, Boršice u Blatnice, Uherský Brod, Starý Hrozenkov aj.).
Soubor vystoupil v několika pořadech v televizi (zejména pořady ČT a TV Noe), v rádiu a pravidelně se objevuje také na stránkách regionálních novin. Soubor se účastnil několika zahraničních zájezdů (mimo jiné do italského Nimis, srbských měst Bela Crkva a Janošík, či rakouských měst Zell am See, Salcburk a Rauris) a sám také v roce 2012 hostil zahraniční soubor ze Srbska.

### Schola
Pod farností Dolní Němčí působí schola, která se účastnila mnoha soutěží a patří mezi nejlepší scholy v regionu.

### Ostatní spolky
V obci působí i další spolky s různým zaměřením.
- Myslivecké sdružení LANKA
- Český zahrádkářský svaz
- Chovatelé holubů
- Sbor dobrovolných hasičů
- Moravský rybářský svaz
- Mužský pěvecký sbor Dolněmčané

## Sport
Největším sportovním spolkem v obci je Fotbalový klub (FK) Dolní Němčí, dříve Tělovýchovná jednota (TJ) Dolní Němčí. V rámci fotbalového klubu působí A-mužstvo (hrající v sezoně 2017/2018 1. A třídu, skupinu B soutěží Zlínského kraje) a B-mužstvo dospělých (hrající v sezoně 2017/2018 okresní soutěž, skupinu B soutěží okresu Uherské Hradiště), dorost, žáci a přípravka. Dalším sportem s dlouholetou tradicí v Dolním Němčí je stolní tenis, ve kterém obec reprezentuje Klub stolního tenisu (KST) Dolní Němčí. K areálu základní školy náleží dvě tělocvičny, bazén (12,5 metru) se saunou a víceúčelové hřiště s umělým povrchem. V obci se také nachází zázemí pro squash. Obec je napojena na oblastní síť cyklostezek: směrem na Hluk cyklotrasou 5048 (průtah obcí částečně veden po místních komunikacích), směrem na Slavkov a Nivnici cyklotrasou 5052. Obě cyklotrasy jsou součástí tzv. Uherskohradišťské vinařské stezky Archivováno 20. 4. 2018 na Wayback Machine..

## Vesnice roku 2018
Dolní Němčí zvítězilo v soutěži Vesnice roku 2018. Soutěže se v uvedeném roce zúčastnilo 228 obcí z celé České republiky, druhé místo získal Šumvald z Olomouckého kraje a jako třetí se umístil Nový Kostel z Karlovarského kraje. Slavnostní vyhlášení vítězů se uskutečnilo v sobotu 15. září 2018 v Luhačovicích. K prvnímu místu mezi třinácti finalisty soutěže napomohl Dolnímu Němčí zejména bohatý společenský a kulturní život v obci, podporovaný mnohaletou prací místních spolků a občanů.

## Pamětihodnosti
- Kostel svatého Filipa a Jakuba
- Socha svatého Floriána (patron hasičů)
- Kaple svaté Anny
- Stojaspalův mlýn – muzeum Na Mlýně

## Osobnosti
- Jaroslav Němec (1932–2012), římskokatolický kněz
- Jindřich Martiš (1952–1997), horolezec
- Josef Gajdůšek (* 1943), fotbalista
- David Jurásek (* 2000), fotbalista
- František Daněk (1919–1999), palubní střelec 311. československé bombardovací perutě RAF

## Galerie

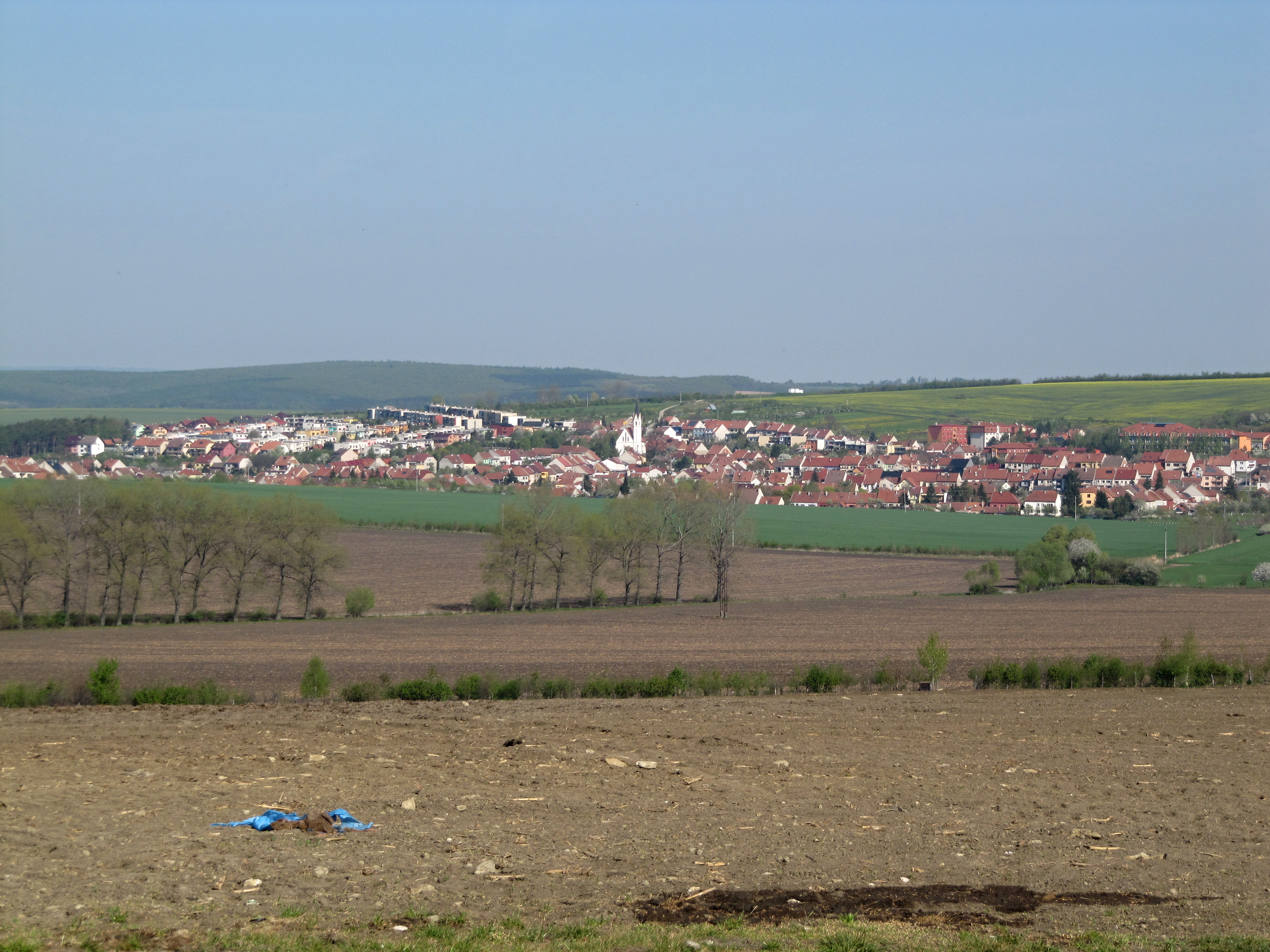
Celkový pohled
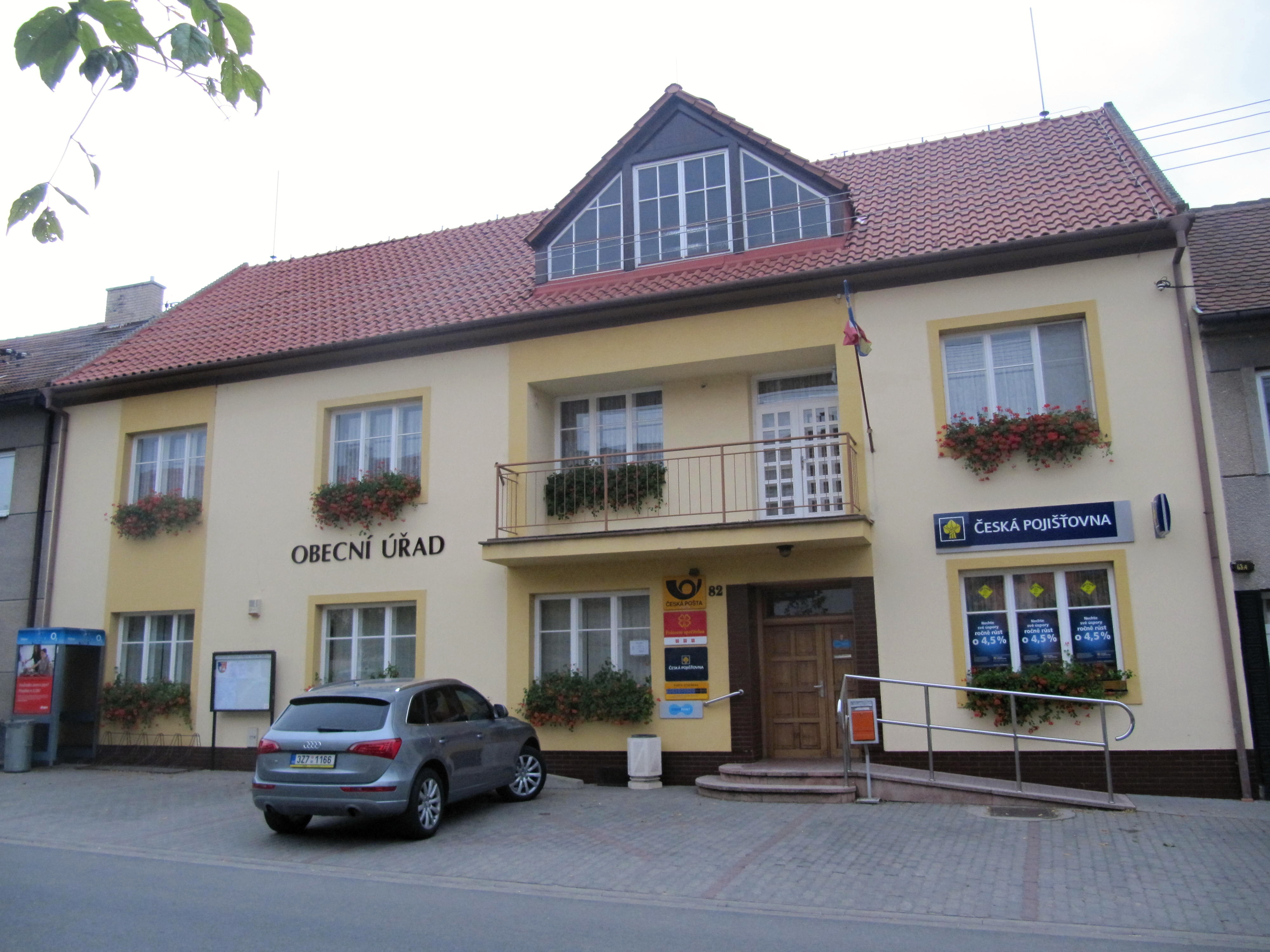
Obecní úřad
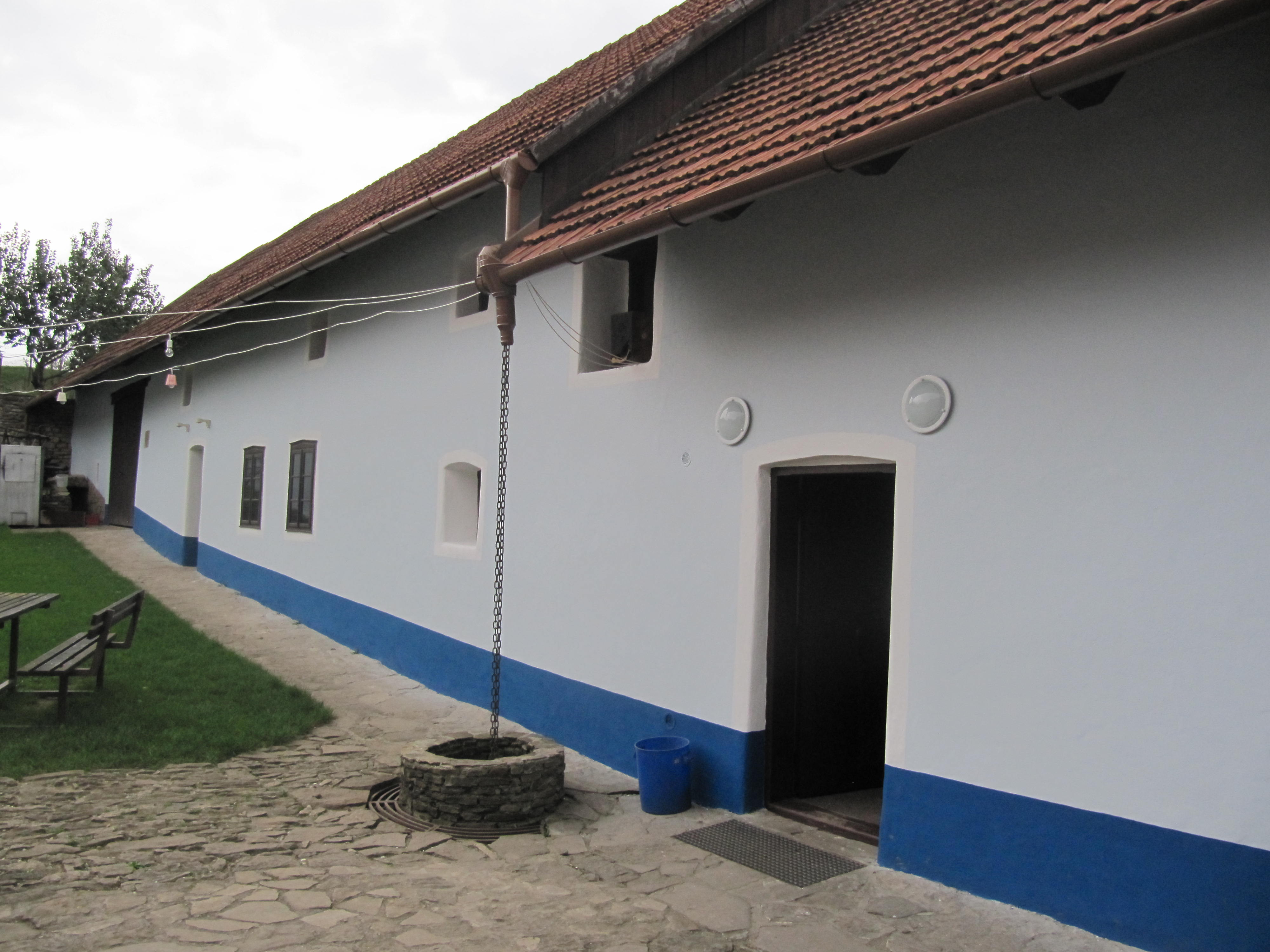
Památkově chráněný dům, dnes muzeum
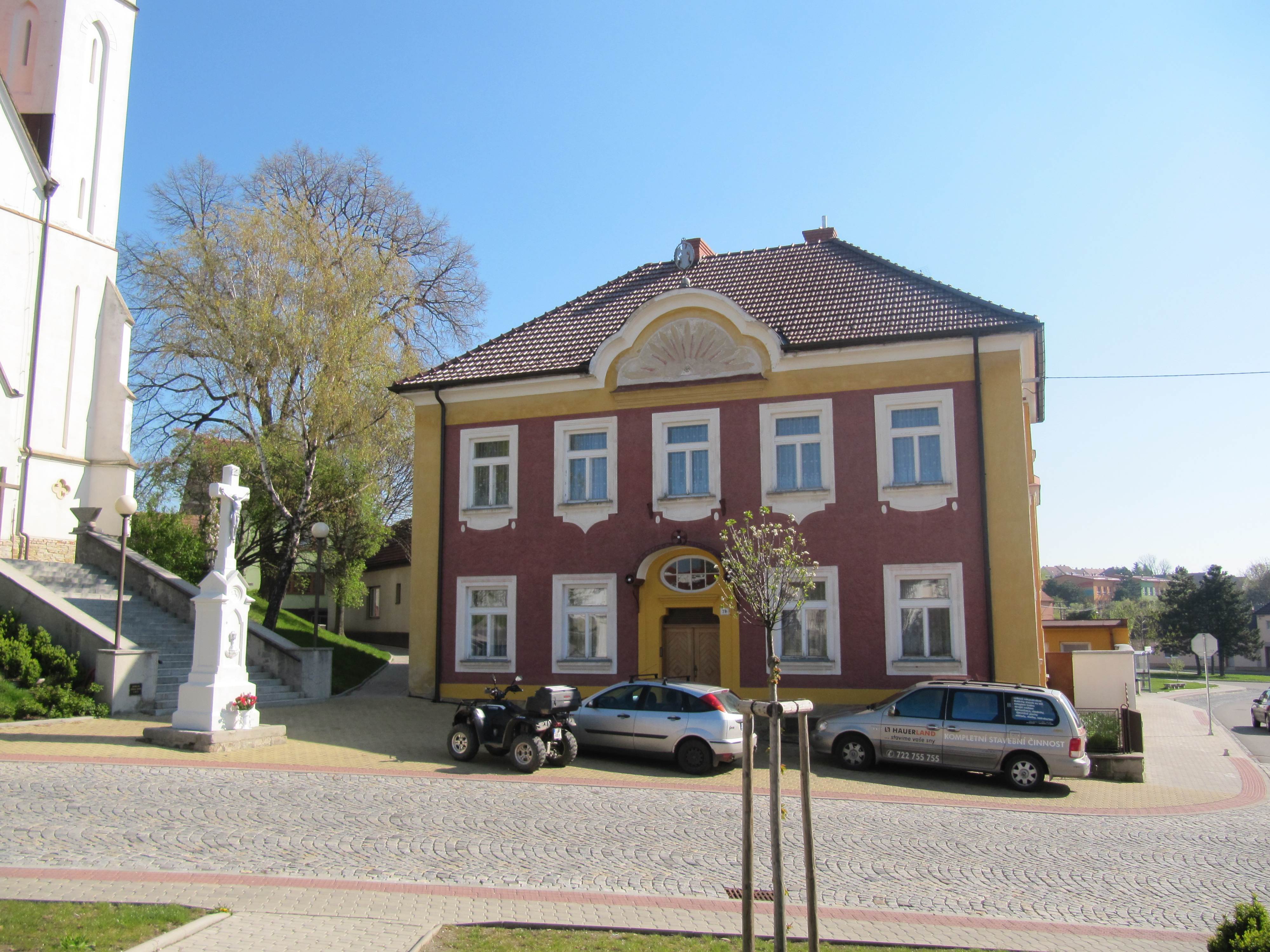
Budova fary
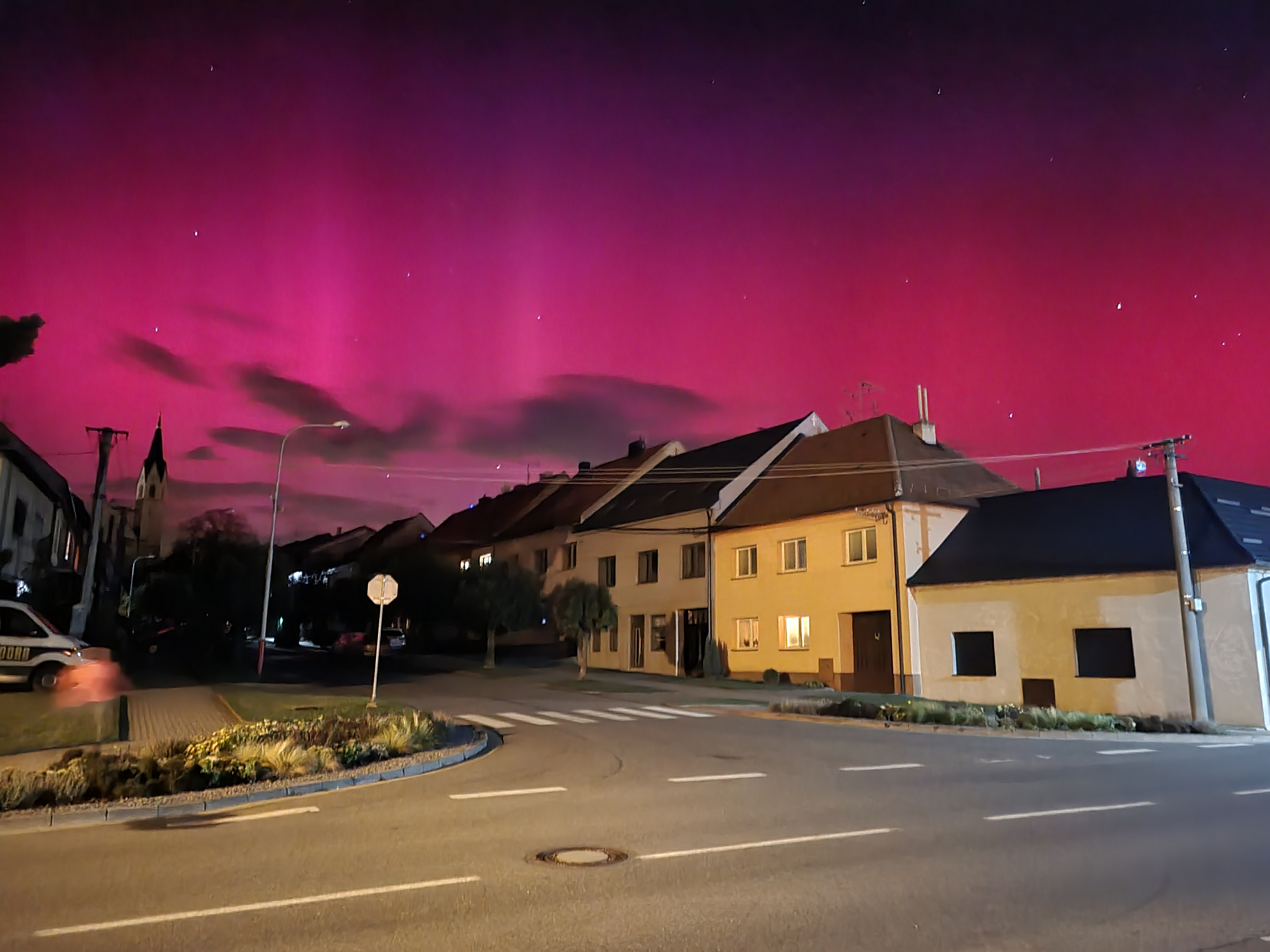
Polární záře viditelná nad obcí Dolní Němčí dne 5.11.2023